# Myrmica rubra
Myrmica rubra (Lynnaeus, 1758), altrimenti nota come formica rossa, è una specie di formica di origine eurasiatica, comunemente presente in ambienti montani e collinari della zona Paleartica. Fa parte del genere Myrmica, nella sottofamiglia Myrmicinae. Si tratta di una specie poliginica, che ha in genere più regine per colonia, in alcuni casi fino a 4 o 5. È invasiva negli Stati Uniti (New England) e nel Canada Sud-orientale.

## Descrizione
M. rubra si distingue per la caratteristica colorazione rosso ruggine, che diviene più scura sul dorso, particolarmente negli esemplari adulti. Le operaie più giovani presentano invece un colore più chiaro, tendente quasi al giallastro. Le dimensioni sono tipicamente 3-4.5 mm per le operaie, 5–6 mm per le regine.

## Distribuzione e habitat
M. rubra è diffusa in tutta Europa (in Europa meridionale si trova soprattutto sui rilievi montani) e in Siberia, ed è stata introdotta negli Stati Uniti e in Canada. Si può trovare in una grande varietà di habitat, dalle foreste alle praterie, ma in tutto il suo areale predilige zone relativamente umide (ad esempio quelle in prossimità di laghi e fiumi).